# Quest of the Space Beagle
Quest of the Space Beagle, a video anche The Quest of the Space Beagle, è un videogioco di avventura spaziale di genere misto, pubblicato nel 1984 per Atari 8-bit e nel 1985 per Commodore 64 dalla divisione Microcomputer Games della Avalon Hill. È il seguito di Jupiter Mission 1999 uscito negli stessi anni. Il programma venne realizzato in BASIC, utilizzando una tecnica grafica particolare che riesce a mostrare più elementi alternando più videate 60 volte al secondo, causando però un effetto collaterale di sfarfallio dell'immagine.

## Trama
La trama riprende subito dopo la fine di Jupiter Mission 1999; la nave spaziale Space Beagle ("bracchetto spaziale"), con un solo membro dell'equipaggio sopravvissuto, è stata involontariamente teletrasportata in un'altra galassia sconosciuta. Qui il protagonista entra in contatto con i Fauniani, amichevoli alieni umanoidi. I Fauniani sono minacciati dai Gentuziani, conquistatori alieni quadrupedi, e il protagonista, che non ha comunque possibilità di tornare sulla Terra, si offre di aiutarli. Con la Space Beagle e una flotta di navi robotiche fauniane attacca direttamente il pianeta madre gentuziano. I Gentuziani, sconfitti, pretendono però di nominare imperatore l'uomo, purché superi la prova dei labirinti di Kamerra. Infine ottiene dai Gentuziani un motore per la Space Beagle che permette i viaggi intergalattici, ma dovrà trovare da sé la strada per la Terra.

## Modalità di gioco
Il gioco è suddiviso in tre parti consecutive, molto differenti tra loro.
1. Battaglia spaziale: il giocatore dispone di 10 caccia fauniani e deve abbattere 40 caccia gentuziani. I propri velivoli vengono controllati uno alla volta con visuale in prima persona, in un semplice simulatore di volo. I caccia fauniani sono armati di due cannoni frontali che non possono sparare frequentemente, altrimenti si surriscaldano.
2. Labirinti di Kamerra: il personaggio si muove a piedi dentro un labirinto mostrato con visuale isometrica, a scorrimento in tutte le direzioni. L'obiettivo è arrivare vivi all'uscita. C'è una riserva limitata di energia e di ossigeno; l'energia cala se si sbatte contro ostacoli o si viene attaccati dai due tipi di mostri che si possono incontrare, mentre l'ossigeno cala col tempo; di entrambi si possono trovare ricariche. Nel labirinto si trovano anche tre computer che il personaggio può attivare, e uno dei problemi da risolvere è capirne lo scopo.
3. Esplorazione: un rompicapo in cui il giocatore deve far navigare la Space Beagle nell'universo tridimensionale fino alla Terra, senza sapere dove sia. Uno scanner di navigazione permette di vedere le mappe stellari a tre possibili scale: dei superammassi, delle galassie e delle stelle all'interno della galassia. Le mappe sono dichiarate realistiche per quanto riguarda l'universo conosciuto. Ogni oggetto stellare viene identificato solo quando viene raggiunto con un salto iperspaziale. Ogni salto richiede al giocatore di ripetere a memoria una sequenza luminosa su una griglia, in modo simile al gioco Simon; gli errori possono sballare la destinazione.

C'è la possibilità di salvare la partita su disco.